# فريد الدين مسعود
فريد الدين مسعود (664 هـ / 1265 م) المعروف بكنج شكر، صوفي هندي هو الثالث في الطريقة الجشتية التي أعطى مذهبها طابعا هنديا.

## معرض صور

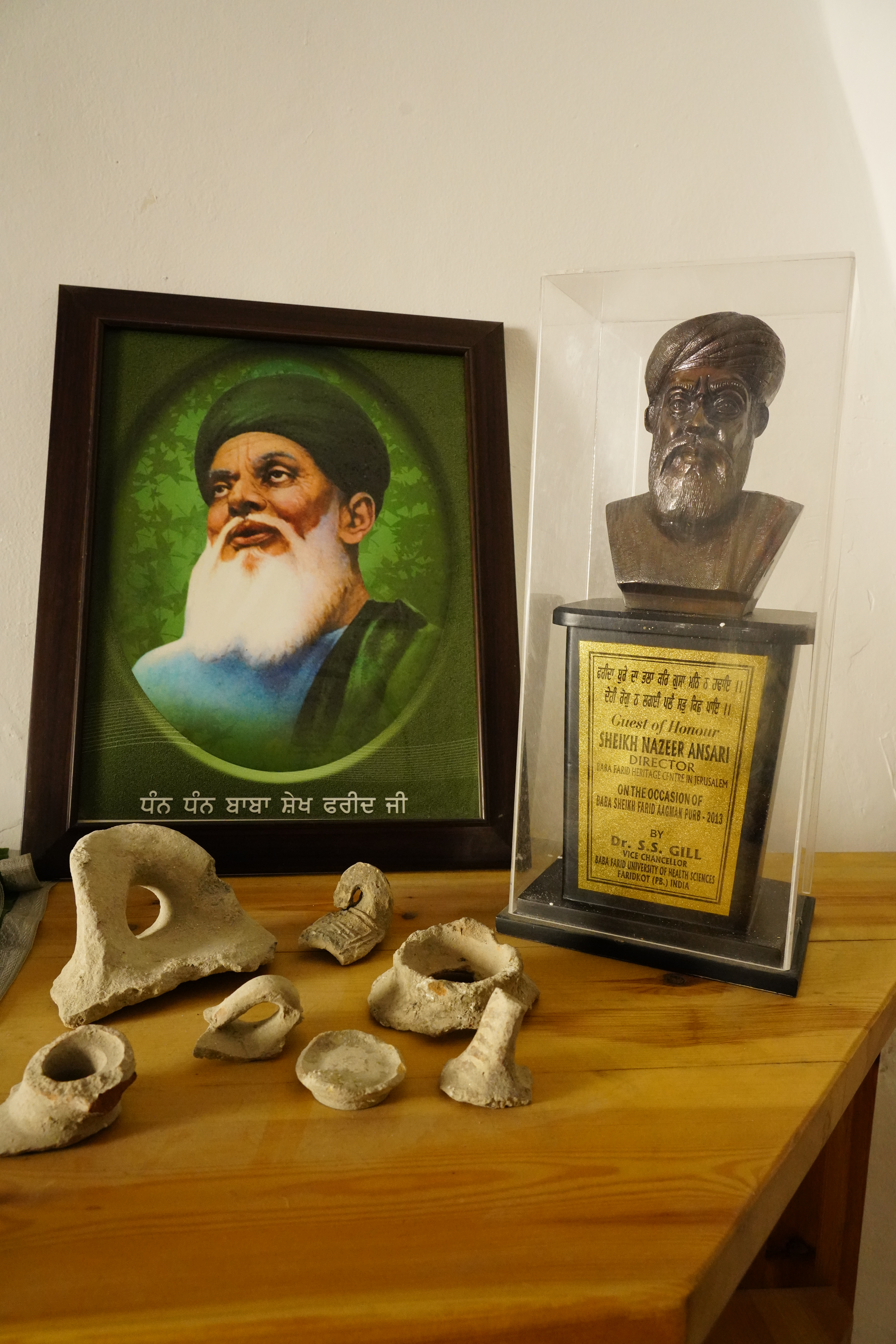
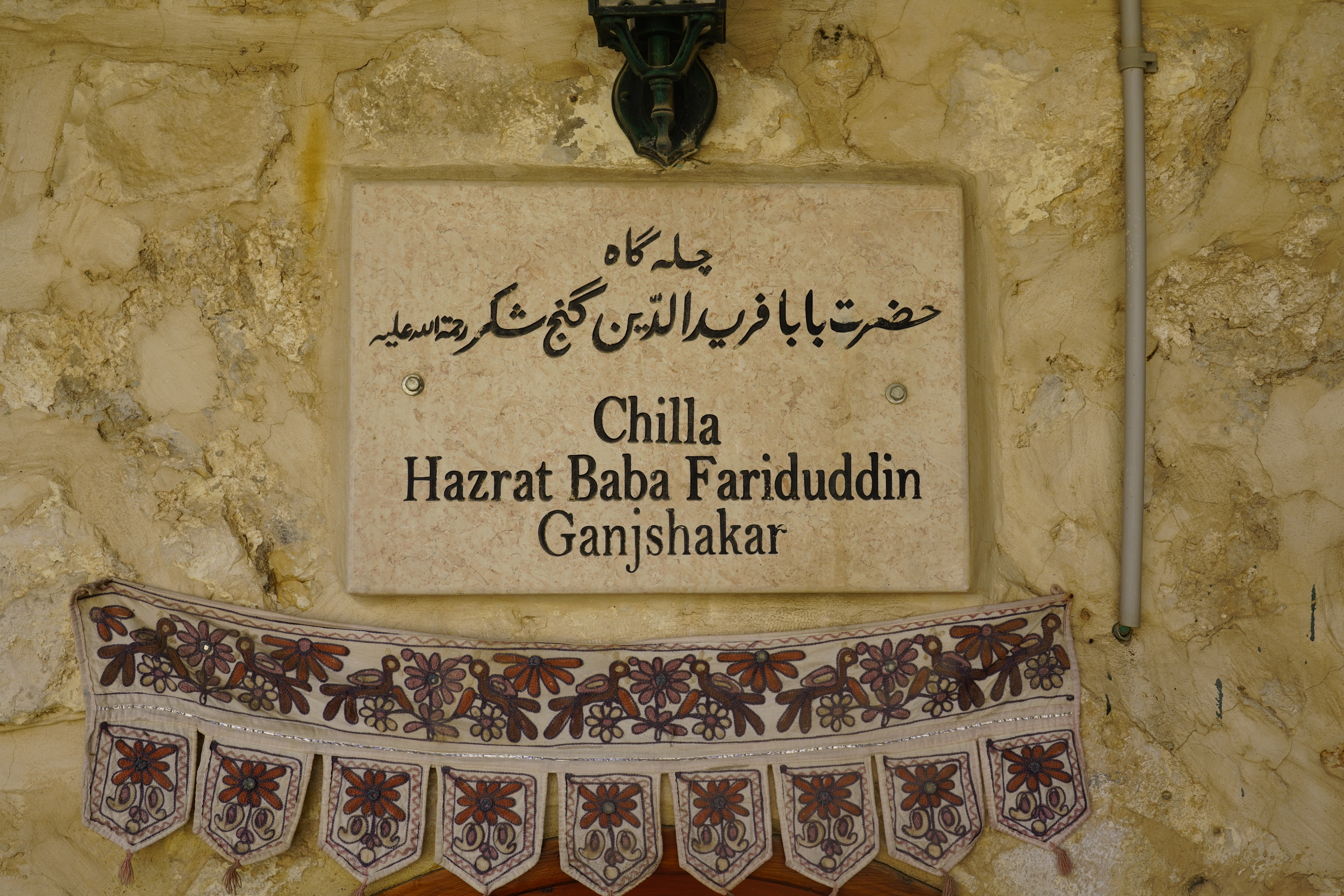
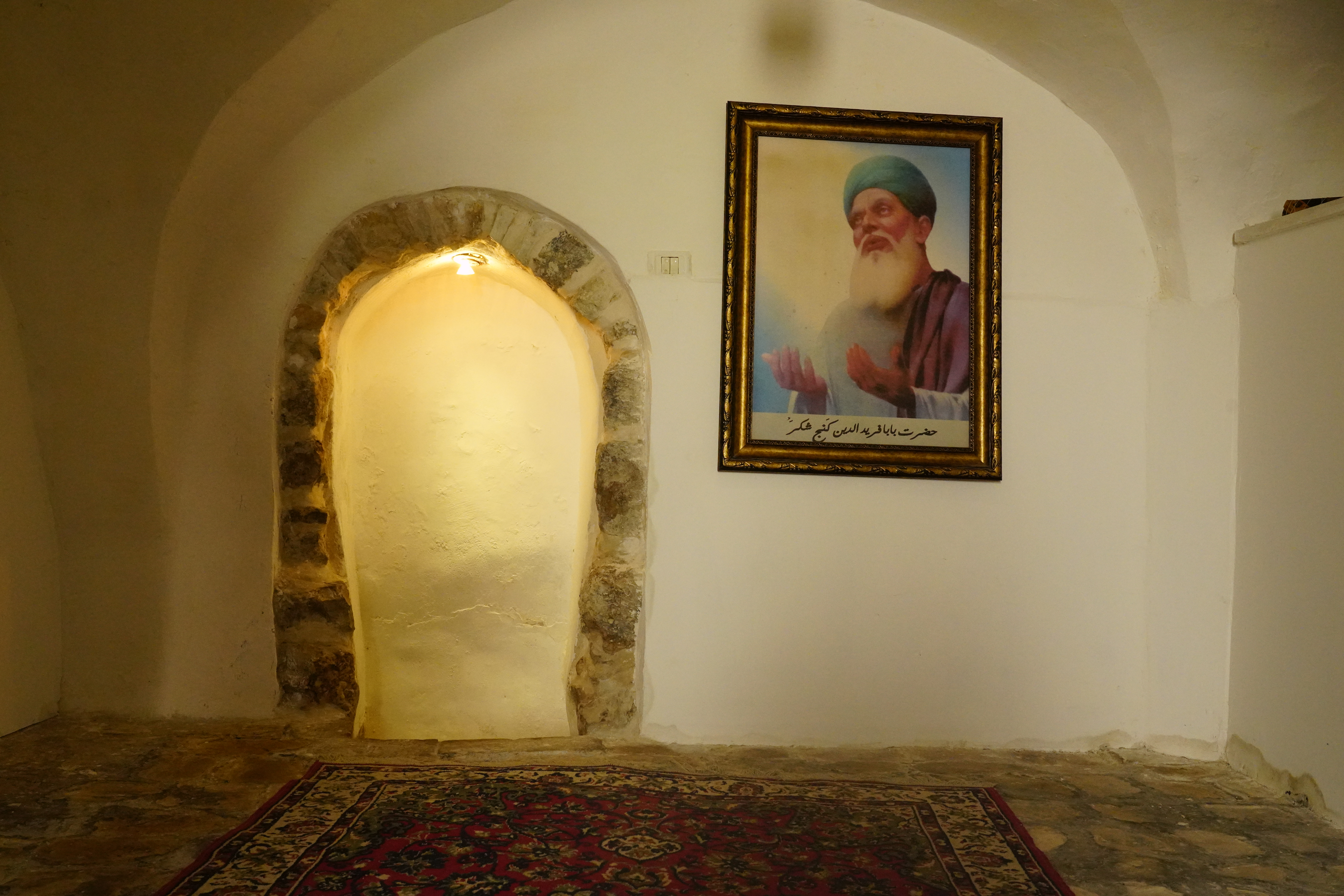

## المصدر
1. ↑  فتاوى اللجنة الدائمة نسخة محفوظة 4 ديسمبر 2018 على موقع واي باك مشين.
2. ↑  ketaby028 نسخة محفوظة 09 أكتوبر 2016 على موقع واي باك مشين.